# Book24
A Book24 Zrt. egy független könyvkiadók és egyéb gazdasági társaságok által alapított könyvkereskedő vállalkozás, melynek tevékenysége a www.book24.hu webáruházon keresztül folytatott  könyv- és kiadvány értékesítés.
A törökbálinti székhelyű könyves webáruház és nagykereskedés kínálatában több mint 60 könyvkategória művei, e-könyvek, idegen nyelvű könyvek, hangoskönyvek, CD-k, DVD-k, diafilmek és kiegészítők érhetőek el.

## Története
A Book24 Zrt. 2014-ben kezdte meg működését, néhány év alatt a piac meghatározó online könyváruházává nőtte ki magát.[forrás?] Több mint 1000 kiadó, 29 ezer szerző, 47 ezer könyvét kínálja saját raktárából 1-2 napos szállítási határidővel. 2020-ban 33%-kal nőtt a webáruház forgalma, 110 ezer megrendelésben, csomagonként átlagosan 5 könyvet szállított házhoz.

## Rendeléstől a kézbevételig
Az online könyvrendeléskor a vásárlók a következő szállítási módokon vehetik át megrendelésüket: FoxPost automata, Házhozszállítás, GLS átvételi pont (GLS CsomagPont), BOOK24 átvételi pont és Pick Pack Pont.
A vásárlók fizethetnek átvételkor (Foxpost: bankkártya, Pick Pack Pont: készpénz/bankkártya, házhozszállítás és GLS csomagpont: készpénz/bankkártya), illetve a vásárlással egyidőben online bankkártyával az OTP SimplePay rendszerén keresztül (használható bankkártyák: Mastercard, Maestro, VISA, VISA Electron) és AJI kártyával. AJI kártyával csak online fizetés lehetséges, azaz átvételi fizetési módnál az AJI kártya nem használható.

## Ajándékutalványok
1000, 5000 és 10 000 Ft értékű digitális ajándékutalványok vásárolhatók meg a webáruházban. Az ajándékutalványok a Book24 internetes könyváruházban használhatóak fel, bármilyen termék vásárlása esetén. Az utalvány összege a végleges, fizetendő kosárértékből vonódik le.

## E-könyvek
A Book24 minden elektronikus könyve a vásárlást követően a felhasználói fiókból tölthető le .mobi és .epub formátumban. A letöltésnek semmilyen limitje nincs, így azt bármikor, bármennyi alkalommal, bármelyik formátumban el lehet érni. Az e-könyveket – bejelentkezés után – a profil oldalon lehet megtekinteni és letölteni.
Az e-könyvek olvasására rengeteg lehetőség van. Sokan használnak dedikált e-könyv olvasó készülékeket, melyek kifejezetten erre a célra készültek, így sok szempontból a legjobbak erre a célra. Emellett gyakorlatilag minden platformon elérhetők ingyenes és remekül működő olvasóprogramok, melyek mindegyike a .mobi és/vagy az .epub formátumot támogatja és kényelmes olvasást tesz lehetővé.

## Top kategóriák
A Book24 webáruház legnépszerűbb kategóriái közé tartozik a bestseller, a filmes és a Netflix könyvek kínálata. Ezek mellett a gyerekkönyvek, az önfejlesztő könyvek, a romantikus művek, a szépirodalmi és a szórakoztató irodalmi szerzemények vezetik az online könyvesbolt eladási listáját.

## Elért minősítések
A Book24 online könyváruház elnyerte a Megbízható Bolt minősítést a vásárlást követő vevői értékelések alapján: 60 nap alatt legalább 60 vélemény esetén, amennyiben a vélemények átlaga eléri a 4,6-t. A "Megbízható Bolt Program" szolgáltatás a vásárlók érdekében készült, ösztönözve a webshopokat minél jobb minőségű szolgáltatás nyújtására. Célja, hogy az online boltok valódi vásárlói továbbíthassák véleményét a vásárlás előtt állók felé. A vásárlás után a felhasználó egy kérdőívet kap, amelyben értékelni tudja a bolt szolgáltatását.